# A Lucky Strike
A Lucky Strike é um curta-metragem mudo norte-americano de 1915, do gênero comédia, dirigido por Arthur Hotaling e estrelado por Oliver Hardy.

## Elenco

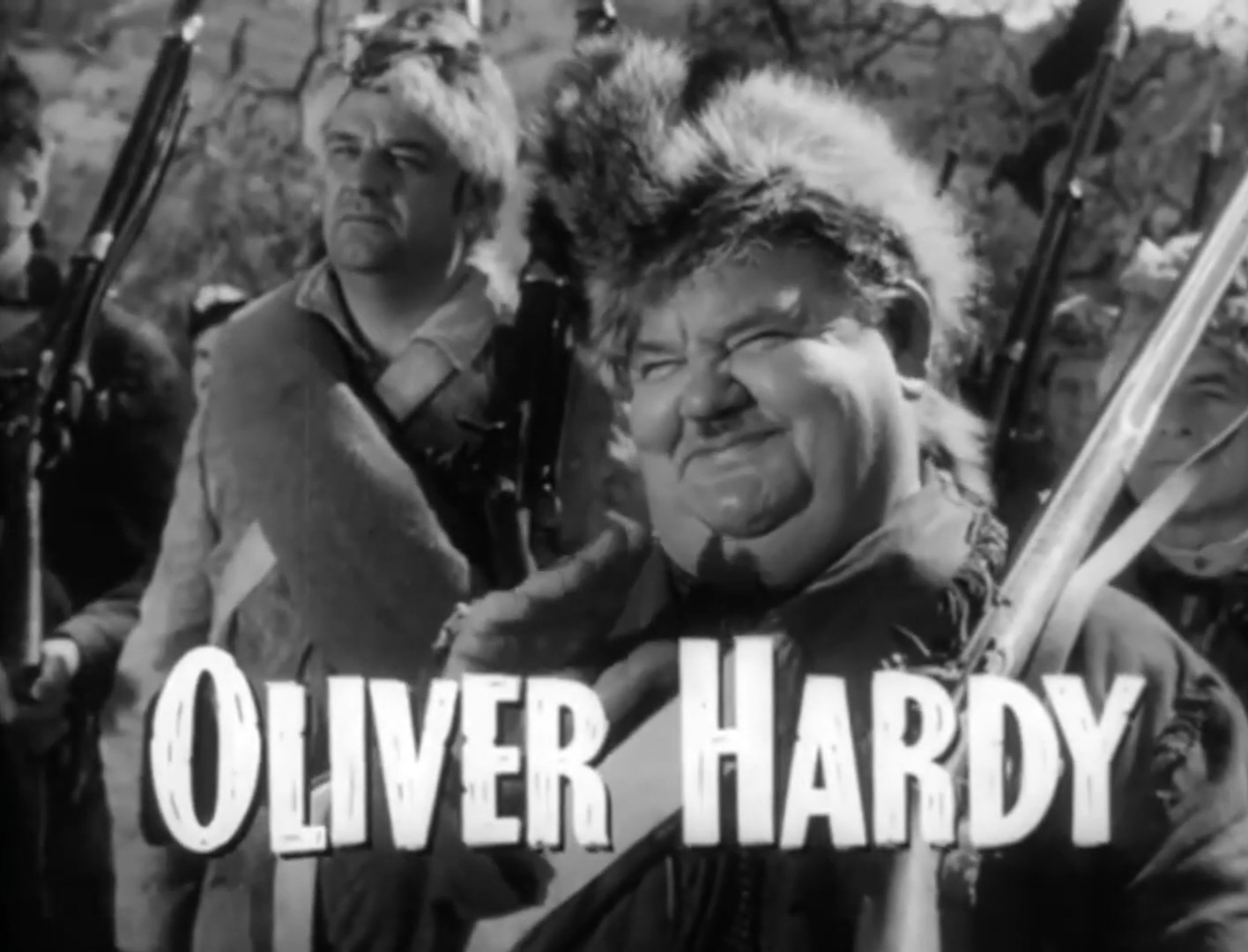
Oliver Hardy

- Mae Hotely - Nora
- Oliver Hardy - Bill Myers
- Cora Walker - Nelle Crehan
- Frances Ne Moyer - Elinor
- Jerold T. Hevener - Thomas Gray
- Ed Lawrence
- Raymond McKee
- Ben Walker